# Bowles Creek
Koordinaten: 77° 37′ S, 163° 4′ O
Der Bowles Creek ist ein 400 m langer, glazialer und sich verzweigender Schmelzwasserfluss im ostantarktischen Viktorialand. Im Taylor Valley fließt er östlich des Maria Creek in das südwestliche Ende des Fryxellsees, den er westlich des Green Creek erreicht.
Seine Benennung erhielt er auf Vorschlag der US-amerikanischen Hydrologin Diane Marie McKnight, Leiterin der Mannschaft des United States Geological Survey (USGS), welche zwischen 1987 und 1994 das Flusssystem des Fryxellsees untersuchte. Namensgeberin ist die Hydrologin Elizabeth C. Bowles, die in der von 1987 bis 1988 dauernden Kampagne des USGS Studien zur organischen Geochemie der Zuflüsse des Fryxellsees durchführte.